# 和平港
和平港（法語：Port-de-Paix，發音：[pɔʁ də pɛ] ⓘ）是海地西北省的首府，位於該國北部大西洋沿岸，始建於1665年，面積351.75平方公里，海拔高度36公尺。
該市在1903年的大火中曾幾乎被摧毀，2015年人口統計為306,217，本地曾為香蕉和咖啡的大型出口地。

## 來源
1. ↑  .   [2023-07-25]. （原始内容存档于2016-03-10）.
2. ↑  .   [2023-07-25]. （原始内容存档于2011-06-14）.